# 제12회 들꽃영화상
제12회 들꽃영화상은 2025년 5월 28일에 열린 시상식이다.

## 수상 및 후보

### 대상
- 되살아나는 목소리 - 박수남, 박마의 수상

### 극영화 감독상
- 아침바다 갈매기는 - 박이웅 수상
- 장손 - 오정민
- 해야 할 일 - 박홍준
- 딸에 대하여 - 이미랑
- 한국이 싫어서 - 장건재
- 미망 - 김태양
- 그 여름날의 거짓말 - 손현록

### 다큐멘터리 감독상
- 수카바티: 극락축구단 - 나바루, 선호빈 수상
- 1923 간토 대학살 - 김태영, 최규석
- 돌들이 말할 때까지 - 김경만
- 되살아나는 목소리 - 박수남, 박마의
- 생츄어리 - 왕민철

### 민들레상
- 면접교섭 - 이주아 수상
- 다섯 번째 방 - 전찬영
- 마녀들의 카니발 - 박지선
- 씨앗의 시간 - 설수안
- 잠자리 구하기 - 홍다예

### 신인감독상
- 장손 - 오정민 수상
- 공작새 - 변성재
- 그 여름날의 거짓말 - 손현록
- 딸에 대하여 - 이미랑
- 미망 - 김태양
- 은빛살구 - 장만민
- 한 채 - 정범, 허장
- 해야 할 일 - 박홍준

### 남우주연상
- 아침바다 갈매기는 - 윤주상 수상
- 수유천 - 권해효
- 해야 할 일 - 장성범
- 미망 - 하성국
- 목화솜 피는 날 - 박원상
- 페이퍼맨 - 곽진

### 여우주연상
- 딸에 대하여 - 오민애 수상
- 그녀에게 - 김재화
- 한국이 싫어서 - 고아성
- 샤인 - 장선
- 아침바다 갈매기는 - 양희경
- 양치기 - 손수현

### 각본상
- 미지수 - 이돈구 수상
- 아침바다 갈매기는 - 박이웅
- 그 여름날의 거짓말 - 손현록
- 럭키, 아파트 - 강유가람
- 장손 - 오정민

### 음악상
- 은빛살구 - 김사월 수상
- 힘을 낼 시간 - 모임 별
- 한국이 싫어서 - 권현정

### 촬영상
- 장손 - 이진근 수상
- 미망 - 김진영
- 아침바다 갈매기는 - 이진근
- 한국이 싫어서 - 나희석
- 모르는 이야기 - 김평기

### 신인배우상
- 양치기 - 손수현 수상
- 공작새 - 해준
- 그 여름날의 거짓말 - 박서윤
- 미망 - 이명하
- 페이퍼맨 - 곽진
- 해야 할 일 - 장성범

### 조연상
- 정희태 - 백수아파트 수상

### 특별상
- 퍼스트레이디 - 애몽 수상

### 프로듀서상
- 한국이 싫어서 - 모쿠슈라 수상

### 저예산 장르영화
- 세입자 - 윤은경 수상
- 개그맨 - 전승표
- 결혼, 하겠나? - 김진태
- 드라이브 - 박동희
- 보통의 우주는 찬란함을 꿈꾸는가? - 김보원
- 아메바 소녀들과 학교괴담 - 김민하